# ブラバム・BT10
ブラバム・BT10 (Brabham BT10) は、ブラバムが開発したフォーミュラ2カー。デザイナーはロン・トーラナック。

## 開発
BT10は1,500 cc (92 cu in)のコスワース109Eエンジンを搭載した。BT10はフォーミュラ2において数回勝利し、成功したマシンであった。BT10はフォーミュラ1にも数度出場した。ジョン・ウィルメント・オートモビルズは1964年イギリスグランプリにフランク・ガードナーを起用したが、アクシデントのためリタイアしている。F1での最後のレースは元日に開催された1965年南アフリカグランプリで、2台のBT10がエントリーした。プライベーターのデヴィッド・プロフェットとジョン・ウィルメント・オートモビルズのポール・ホーキンスで、ホーキンスが9位、プロフェットは14位であった。

## F1における全成績
(key) （太字はポールポジション、斜体はファステストラップ）
| 年     | チーム                               | エンジン              | タイヤ | ドライバー               | 1   | 2   | 3   | 4   | 5   | 6   | 7   | 8   | 9   | 10  | ポイント | 順位 |
| ------ | ------------------------------------ | --------------------- | ------ | ------------------------ | --- | --- | --- | --- | --- | --- | --- | --- | --- | --- | -------- | ---- |
| 1964年 | ジョン・ウィルメント・オートモビルズ | フォード 109E, 1.5 L4 | D      |                          | MON | NED | BEL | FRA | GBR | GER | AUT | ITA | USA | MEX | 301      | 4位1 |
| 1964年 | ジョン・ウィルメント・オートモビルズ | フォード 109E, 1.5 L4 | D      | フランク・ガードナー     |     |     |     |     | Ret |     |     |     |     |     | 301      | 4位1 |
| 1965年 | ジョン・ウィルメント・オートモビルズ | フォード 109E, 1.5 L4 | D      |                          | RSA | MON | BEL | FRA | GBR | NED | GER | ITA | USA | MEX | 27 (31)2 | 3位2 |
| 1965年 | ジョン・ウィルメント・オートモビルズ | フォード 109E, 1.5 L4 | D      | ポール・ホーキンス       | 9   |     |     |     |     |     |     |     |     |     | 27 (31)2 | 3位2 |
| 1965年 | デヴィッド・プロフェット             | フォード 109E, 1.5 L4 | D      | デヴィッド・プロフェット | 14  |     |     |     |     |     |     |     |     |     | 27 (31)2 | 3位2 |

1 ポイントはブラバム・BT7およびブラバム・BT11による。
 2 ポイントはブラバム・BT11による。

## 参照
1. ↑  “Brabham Ford”. 2016年2月2日閲覧。
2. ↑  “Brabham BT10”. 2016年2月2日閲覧。
3. ↑  “Grand Prix results, British GP 1964”. grandprix.com. 2016年2月2日閲覧。
4. ↑  “Grand Prix results, South African GP 1965”. grandprix.com. 2016年2月2日閲覧。